# Free State Project
Pour les articles homonymes, voir FSP.
 (décembre 2023).

Le drapeau de Gadsden avec la devise Don't tread on me (« Ne me marchez pas dessus »).

Le Free State Project ou FSP (en français « Projet d'État libre ») est une organisation libertarienne américaine, militante et « migratoire », fondée en 2001, qui invite les libertariens de droite à se regrouper dans l'État du New Hampshire (États-Unis) pour y obtenir un poids politique suffisante pour imposer par le vote leur choix politique et économique, et notamment y minimiser l'État et y développer et appliquer les principes libéraux et libertariens. Le FSP est basé sur une gouvernance décentralisée prônant l'individualisme (aucun plan officiel ne dicte aux participants ou aux Free Staters leurs actions dans le New Hampshire), mais néanmoins dirigé par Eric Brakey (directeur exécutif du FSP depuis 2024). 
Il visait en 2003 à recruter au moins 20 000 libertariens pour faire de cet État, choisi à cette fin cette année là, un bastion des idées libertariennes. Le New Hampshire Union Leader rapporte que le Free State Project n'est pas à ce jour un parti politique au sens habituel du terme, mais une organisation à but non lucratif. Leur symbole est le porc-épic.
Les participants signent un engagement (déclaration d'intention) à s'installer dans le New Hampshire dans les cinq ans, pour contribuer à l'atteinte de ces 20 000 participants. Selon l'organisation, au 3 février 2016, 20 000 personnes avaient signé cette déclaration d'intention et 1 909 personnes figuraient sur le site web du FSP comme « pionniers » du New Hampshire, déclarant avoir déménagé avant le seuil des 20 000 participants. 
Lors de la législature 2017-2018, parmi les 400 élus de la Chambre des représentants du New Hampshire, 17 étaient membres du groupe Free Staters. Selon le FSP, en mai 2022, environ 6 232 participants s'étaient installés dans le New Hampshire.

## Déclaration d'intention et mission du FSP (en 2005)
Les adhérents s'engagent à participer au projet d'un État Libre, avec les environ 20 000 autres militants pro-liberté ; pour cela ils doivent s'installer dans le New Hampshire dans les 5 ans et y déployer tous les efforts possibles pour créer une société où le rôle principal de l’État serait la protection de la vie, de la liberté et de la propriété ; la réussite du Projet impliquant aussi probablement, selon le FSP en 2005, des réductions d’impôts et moins de réglementations, ainsi que des réformes à tous les niveaux de gouvernement pour étendre les droits individuels et le libre marché, et restaurer un fédéralisme constitutionnel, supposé montrer les bienfaits de la liberté au reste de la nation et au monde.
« La vie, la liberté et la propriété » sont des droits fondamentaux énoncés par la déclaration et les Résolutions du Premier Congrès continental d’octobre 1774 et dans l’article 12 de la Constitution du New Hampshire.
Chaque militant du FSP (qui doit avoir plus de 18 ans et peut ne pas être américain) déclare solennellement que son intention est de s'installer dans l'État du New Hampshire dans les 5 ans suivant l'inscription de 20 000 participants. Il signe cet engagement : « Une fois sur place, je m'engagerai à contribuer pleinement à la création d'une société où le rôle principal de l'État civil sera la protection de la vie, de la liberté et des biens des individus ».

## Histoire et état du projet
Le Free State Project a été lancé en 2001 par Jason Sorens (alors doctorant à l'université Yale) qui partait du constat (présenté par lui dans un article de la revue The Libertarian Enterprise) de l'échec des libertariens à élire un candidat à une fonction fédérale ; Sorens y expose ses idées sécessionniste, et appelle à une manifestation d'intérêt. Sorens publie rapidement un autre article où il renonce à la sécession, et il affirmera ensuite que la sécessions « n'a plus jamais joué de rôle dans la philosophie du FSP par la suite ». Selon lui, ce mouvement perpétue une tradition américaine communautariste de migration politique, incluant celle des colons mormons de l'Utah, des communautés religieuses amish et les « Soixante-dix de Jamestown », une tentative antérieure d'influencer la politique d'un État par une migration délibérée.
Le projet a débuté sans viser un État spécifique, puis une étude systématique a commencé à restreindre les États potentiels à ceux dont la population était inférieure à 1,5 million d'habitants et à ceux dont les dépenses combinées des partis démocrate et républicain en 2000 étaient inférieures aux dépenses nationales totales du Parti libertarien cette année-là, soit 5,2 millions de dollars. Hawaï et Rhode Island ont été éliminés de cette liste en raison de leur propension à un gouvernement centralisé. En septembre 2003, un vote des premiers participants, selon la méthode Condorcet minimax, a choisi. Le New Hampshire a remporté la victoire, suivi du Wyoming par 57 % contre 43 % , l'Alaska, le Delaware, l'Idaho, le Maine, le Montana, le Dakota du Nord, le Dakota du Sud et le Vermont figuraient également sur la liste. Le New Hampshire a été choisi car sa culture individualiste perçue était perçue comme en harmonie avec les idéaux libertariens.
En 2004, à la suite de la sélection du New Hampshire, un groupe dissident autobaptisé Free Town Project s'est formé pour s'installer dans la petite ville de Grafton et y plaider en faveur de changements juridiques. Le choix de Grafton était dû à son absence de lois de zonage et à un taux d'imposition foncière très bas. De plus, c'était la ville de John Babiarz, membre éminent du Parti libertarien qui s'était présenté deux fois au poste de gouverneur. Bien qu'aucun registre n'ait été conservé du nombre de participants au Free Town Project ayant emménagé à Grafton, la population de la ville est passée de 1 138 en 2000 à 1 340 en 2010. Presque tous les nouveaux arrivants étaient des hommes, qui ont construit des maisons à partir de yourtes, de véhicules récréatifs, de caravanes, de tentes et de conteneurs d'expédition. Les changements qu'ils ont votés comprenaient une réduction de 30 % du budget (déjà restreint) de la ville, refusant notamment de financer le conseil des personnes âgées du comté. Ces nouveaux arrivants libertaires ont en outre augmenté les coûts pour la ville en intentant des poursuites contre elle dans le but de créer un précédent juridique. Et parmi les conséquences inattendues, le nombre et l'agressivité des ours noirs a augmenté en ville, avec des ours entrant dans les maisons, mutilant parfois les gens et mangeant des animaux de compagnie,,. L'une des causes de ce phénomène est que des résidents libertaires refusent d'acheter et d'utiliser des conteneurs résistants aux ours, n'éliminent pas leurs déchets de manière sûre, ou mettent délibérément de la nourriture pour attirer les ours dans leurs propriété, sans se sentir responsables de la façon dont leur comportement affecte leurs voisins.

## Influence politique
Selon le sociologue O. Marom, qui a étudié le FSP durant 4 ans, ce groupe qui a commencé à s’organiser en 2001, comptait en 2025 environ 5 000 membres (se qualifiant de « Free Staters » ou « FSers ») et comme d'autres mouvements de la droite radicale américaine étudiés par C. Miller-Idriss (2020), les FSers défendent de profonds idéaux antigouvernementaux et anti-establishment, mais ses membres « ont opté pour des approches plus extrêmes, cherchant à établir des communautés libertariennes radicales qui pourraient réaliser les idéaux du mouvement par l’action directe et d’autres tactiques anti-institutionnelles (...) les militants défient régulièrement les autorités locales et entravent souvent activement le travail des agents de l’État et du gouvernement. Les FSers protestent régulièrement et perturbent les points de contrôle de sobriété de la police ou harcèlent les préposés aux parcmètres locaux pour les empêcher d’appliquer les ordonnances de stationnement de la ville. Certains optent pour des tactiques plus institutionnalisées et se présentent à des postes politiques locaux. Une fois élus, les FSers s’efforcent de réduire les fonds alloués aux services gouvernementaux tels que l’éducation publique, la police et même les services d’incendie. Le ressentiment du mouvement envers les institutions gouvernementales est renforcé par des théories du complot communément partagées, de la responsabilité du gouvernement américain dans l’attaque de 2001 contre le World Trade Center à l’existence de forces internationales cachées contrôlant le gouvernement américain dans l’ombre. Les FSers sont également de grands défenseurs de la possession d’armes à feu populaire, et les membres possèdent et portent généralement des armes à feu pour se protéger ou être exposés au public. ».
18 membres du projet ont été élus au Capitole de l'État du New Hampshire, soit 5 % des sénateurs et représentants. Certains d'entre eux ont promu la libéralisation des brasseries et de la vente de bière, et/ou la légalisation du cannabis médical.
Lors de l'élection présidentielle américaine de 2016, le Parti libertarien a récolté 4 % des voix dans le New Hampshire.